# Artyleria Korpusu Ochrony Pogranicza
Artyleria Korpusu Ochrony Pogranicza” – jeden z rodzajów wojsk Korpusu Ochrony Pogranicza.

## Formowanie i zmiany organizacyjne
W 1930 roku rozpatrywano możliwość wzmocnienia pułków KOP artylerią. Opracowano plan, który przewidywał utworzenie baterii trzydziałowej dla pułku KOP „Głębokie”, półbaterii dwudziałowej dla pułku „Wilejka”, baterii czterodziałowej dla pułku „Wołożyn”, półbaterii dwudziałowej dla odcinka „Baranowicze”, półbaterii dwudziałowej dla pułku „Sarny” i baterii czterodziałowej dla pułku KOP „Czortków”. Wobec kryzysu gospodarczego kraju, zrezygnowano z jego realizacji.
W 1937 roku rozpoczęto reorganizację KOP „R.3”. Przystąpiono do formowania jednostek artylerii. Utworzono dywizjon artylerii lekkiej KOP „Czortków” oraz baterię artylerii lekkiej KOP „Kleck” i baterię artylerii lekkiej KOP „Osowiec”. W 1938 roku dokonano zmiany organizacyjne w jednostkach artylerii i wprowadzono dla nich nowe etaty.

## Pododdziały artylerii KOP
- dywizjon artylerii lekkiej KOP „Czortków”
- dywizjon artylerii lekkiej KOP „Osowiec”
- bateria artylerii KOP „Kleck”